# Microlensing Observations in Astrophysics

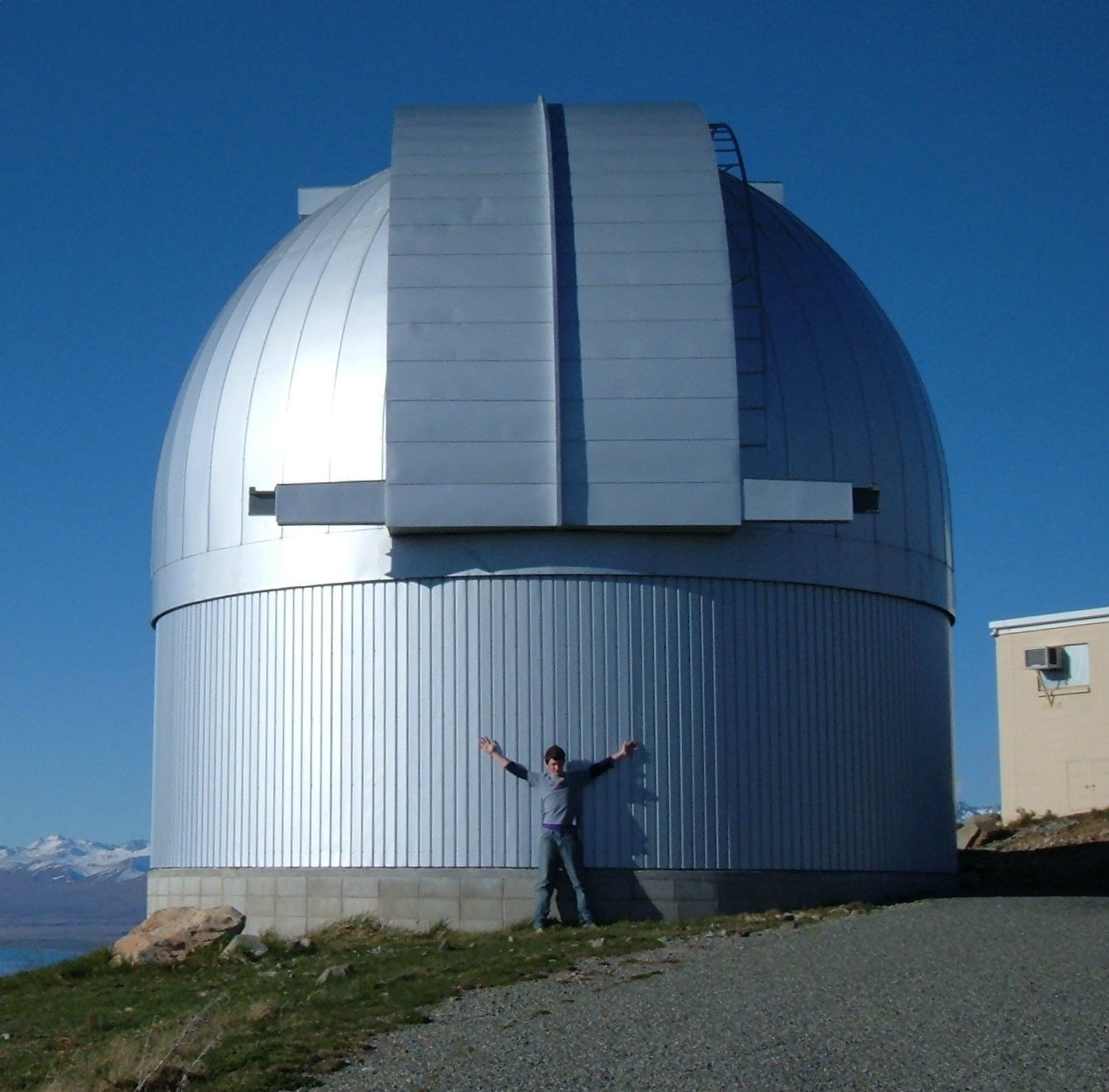
Kopuła teleskopu MOA na Mount John

Microlensing Observations in Astrophysics (MOA, pol. Obserwacje mikrosoczewkowania w astrofizyce) – projekt naukowy mający na celu obserwację zjawisk mikrosoczewkowania grawitacyjnego. Jego celem jest wykrywanie planet pozasłonecznych, ciemnej materii i badania atmosfer gwiazd. Tworzą go naukowcy z Nowej Zelandii i Japonii, pod kierownictwem prof. Yasushi Muraki z Nagoya University; często współpracują z innymi grupami badającymi zjawiska mikrosoczewkowania, jak OGLE.
W ramach projektu MOA odkryto m.in. planety:
- MOA-2007-BLG-192-L b,
- MOA-2007-BLG-400Lb,
- MOA-2009-BLG-266Lb.